# ليزر (زورق)
إن ليزر (بالإنجليزية: laser)‏ هي عائلة شهيرة للغاية من زوارق الإبحار الصغيرة ذات التصميم الواحد باستخدام نفس الهيكل المشترك والمنصات القابلة للتبديل مع مساحة شراع مختلفة. تم تصميم الليزر ليُبحر بشخص واحد على الرغم من أن قواعد الطراز تسمح بوجود بحارين اثنين. صمم بروس كيربي جهاز الليزر في عام 1970 مع التركيز على البساطة والأداء.
يعد الليزر أحد أشهر فئات القوارب في التاريخ. اعتبارًا من عام 2018 ، يوجد أكثر من 215000 قارب في جميع أنحاء العالم. إنها فئة دولية مع بحارة في 120 دولة، وفئة أولمبية منذ عام 1996. من الأسباب الشائعة لشعبيتها أنها قوية وبسيطة للتلاعب والإبحار، بينما توفر أيضًا سباقات تنافسية للغاية بسبب ضوابط رابطة الفئة الضيقة للغاية التي تقضي على الاختلافات في الهيكل والأشرعة والمعدات.
يمكن تزويد هيكل الليزر بمنصات مختلفة قابلة للتبديل مع مساحة شراع مختلفة وأجزاء مماثلة. يسمح هذا لمجموعة كبيرة من البحارة بالإبحار والمنافسة في مجموعة من ظروف الرياح على الرغم من نطاق وزن الطاقم الصغير المثالي لجهاز الليزر. تم الاعتراف بثلاث منصات من قبل الرابطة الدولية لليزر: الليزر القياسي الأصلي (Laser standard) بمساحة شراع 7.06 متر مربع ؛ الليزر الشعاعي (Laser Radial) بمساحة شراع تبلغ 5.76 متر مربع ؛ والليزر 4.7 بمساحة شراع 4.7 متر مربع.   تتوفر أيضًا قوارب أخرى تحمل علامة «ليزر» بتصميمات مختلفة. تشمل الأمثلة ليزر 2 وليزر بيكو .
هيكل الليزر مصنوع من البلاستيك المقوى بالزجاج . يحتوي السطح على طبقة رغوية أسفله من أجل القوة والطفو. لوح الخنجر ‏ (daggerboard) قابل للإزالة للتخزين والنقل. يتم تصنيع الزورق من قبل شركات مستقلة بموجب ترخيص في أجزاء مختلفة من العالم، بما في ذلك:
- Performance Sailcraft Australia (أوقيانوسيا).
- Performance Sailcraft Japan

## روابط خارجية

### جمعيات الطراز
- الرابطة الدولية لفئات الليزر
- جمعية فئة الليزر في الهند (LCAI)
- جمعية الليزر في المملكة المتحدة
- فئة الليزر بأمريكا الشمالية
- فئة الليزر الأرجنتينية

### الآخرين
- موقع إيساف المصغر بالليزر
- موقع إيساف المصغر بالليزر الشعاعي
- ISAF Laser 4.7 المصغر
- دليل الإبحار بالليزر XD